# فورانئول
فورانئول (به انگلیسی: Furaneol) با فرمول شیمیایی C6H8O3 یک ترکیب شیمیایی با شناسه پاب‌کم 12232 است. که جرم مولی آن ۱۲۸٫۱۳ گرم بر مول می‌باشد. 